# الدوري البيلاروسي الممتاز 2013
الدوري البيلاروسي الممتاز 2013 (بالروسية: Чемпионат Белоруссии по футболу 2013)‏ هو الموسم 23 من  الدوري البيلاروسي الممتاز. أقيم خلال الفترة 30 مارس 2013 وحتى 1 ديسمبر 2013، والذي يشرف على تنظيمه اتحاد روسيا البيضاء لكرة القدم، وكان عدد الأندية المشاركة فيه  12، وفاز فيه باتي بوريسوف.